# Гађо (Леко)
Гађо је насеље у Италији у округу Леко, региону Ломбардија.
Према процени из 2011. у насељу је живело 523 становника. Насеље се налази на надморској висини од 258 м.